# Nisenan (Sprache)
Nisenan (oder auch Südliches Maidu, Neeshenam, Nishinam, Pujuni oder Wapumni) ist eine nahezu ausgestorbene Sprache der Maiduan-Sprachen innerhalb der Penuti-Sprachen. Sie wird bzw. wurde vom Volk der Nisenan (oder Südlichen Maidu usw. s. o.) in Zentralkalifornien in den Ausläufern der Sierra Nevada sowie in den Einzugsgebieten von American, Bear und Yuba River gesprochen.
Ethnologen schätzen, dass es nur noch einen verbliebenen Sprecher gibt. Man glaubt jedoch, dass es noch einige mehr sind, obwohl die genaue Zahl unbekannt ist. Die meisten Sprecher benutzen auch einen oder mehrere der unterschiedlichen Dialekte.
Es gab kürzlich schwache Bemühungen und eine Wiedergeburt der Sprache. Am stärksten hervorzuheben ist dabei ein von Alan Wallace herausgegebenes Wörterbuch Nisenan (bisher drei Bände), welches am California State Indian Museum in Sacramento und am Maidu Interpretetive Center in Roseville verfügbar ist.
Weil die Nisenan (wie viele Indigene Zentral-Kaliforniens) nicht ein einzelner großer Stamm, sondern eher eine Sammlung unabhängiger kleinerer Sippen waren (wie die indigene Bevölkerung im Osten der Vereinigten Staaten), welche aufgrund linguistischer Ähnlichkeiten gruppiert wurden, gab es viele Dialekte in unterschiedlichen Ausprägungen. Dies hat zu einiger Inkonsistenz der verfügbaren linguistischen Daten, vornehmlich bezüglich der Phoneme, geführt.

## Phonologie
Die Phonologie des Nisenan ist ähnlich der des Konkow und des Maidu. Unter Berücksichtigung der verschiedenen Dialekte gibt es eine ganze Reihe von Allophonen quer über diese Dialekte hinweg.

### Konsonanten
|             |             | Bilabial | Alveolar | Palatal | Velar | Glottal |
| ----------- | ----------- | -------- | -------- | ------- | ----- | ------- |
| Nasal       | Nasal       | m        | n        |         |       |         |
| Plosiv      | stimmlos    | p        | t        |         | k     | ʔ       |
| Plosiv      | Ejektiv     | pʼ       | tʼ       |         | kʼ    |         |
| Plosiv      | Implosiv    | ɓ        | ɗ        |         |       |         |
| Affrikate   | Affrikate   |          | ts ~ tʃ  | ts ~ tʃ |       |         |
| Frikativ    | Frikativ    |          | s ~ ʃ    | s ~ ʃ   |       | h       |
| Approximant | Approximant |          | l        | j       | w     |         |

Der einzelne affrikate Konsonant wurde meist als Alveolar [ts] beschrieben, obwohl einige Quellen ihn auch als Postalveolar [tʃ] beschreiben. Nach dem Nisenan Arbeitsbuch von Alan Wallace treten [tʃ] und [ts] komplementär verbreitet auf. Zum Beispiel ist das Wort für „zehn“ im Arbeitsbuch #1 als maacam (/c/ als [tʃ] gesprochen) und im Arbeitsbuch #2 als maatsam. Eine ähnliche Allophonie besteht zwischen [s] und [ʃ].
/pʼ tʼ kʼ/ sind als Ejektive aufgeführt (nach dem Central Hill Nisenan Texts with Grammatical Sketch von Andrew Eatough als Lenis), während andere Quellen sie einfach als betont beschreiben, nicht weiter spezifiziert als wie sie einfachen Plosiven gegenüberstehen. Die Nisenan Arbeitsbücher berücksichtigen dies bei der Transkription, obwohl die Lautführer noch zwischen jenen und den einfachen Plosiven unterscheiden.
Eine Quelle führt ein hörbares Knacken bei /b/ und /d/ bei einigen älteren Sprechern von mindestens einem Dialekt einer der Maiduan-Sprashen an. Die Lautführer der Nisenan Arbeitsbücher bezeichnen /b/ und /d/ aber als stimmhafte Plosive wie im Englischen.
Einige Worte haben einen doppelten Konsonanten (z. B. wyttee [eins], dappe [Kojote], konna [Mädchen]), doch konnte nicht klargemacht werden, ob das aufgrund einer Gemination wie bei den doppelten Konsonanten im Japanischen erfolgte, oder ob einfach derselbe Konsonant am Ende einer Silbe und am Beginn der nächsten auftritt.

### Vokale
Alle Vokale gibt es als Lang- und Kurzform.
|             | Vorderzungenvokal | Zentralvokal | Hinterzungenvokal |
| ----------- | ----------------- | ------------ | ----------------- |
| geschlossen | i                 | ɨ            | u                 |
| mittel      | e                 | ə            | o                 |
| offen       |                   | a            |                   |

Lange Vokale werden durch eine Verdopplung angezeigt.
/e/ wird ein wenig tiefer, auf einem Level mit /ə/, etwa zwischen den kardinalen [e] und [ɛ]
/ɨ/ wird manchmal weiter zurück, dichter am kardinalen [ɯ]
/u/ und /o/ werden ein wenig tiefer und stärker zentralisiert als die kardinalen Formen transkribiert.

## Zahlen
Anmerkung: Aufgrund der Variationen in den Dialekten der Sippen benutzen einige Quellen andere Worte. Diese hier sind aus den Nisenan Arbeitsbüchern entnommen.
1 = wyttee

2 = peen

3 = sap'yj

4 = cyyj

5 = maawyk

6 = tymbo

7 = top'yj

8 = peencyyj

9 = peli'o

10 = maacam
11 = maacam na wyttee (wörtl. 10 und 1 oder 10+1; 'na' = +/and)

12 = maacam na peen (etc. für 13 und weitere aufwärts)
20 = peenmaacam (wörtl. 2 10 oder 2×10)

30 = sap'yjmaacam (etc. für 40 und weitere aufwärts)
100 = maawykhaapa